# Hypermobilität

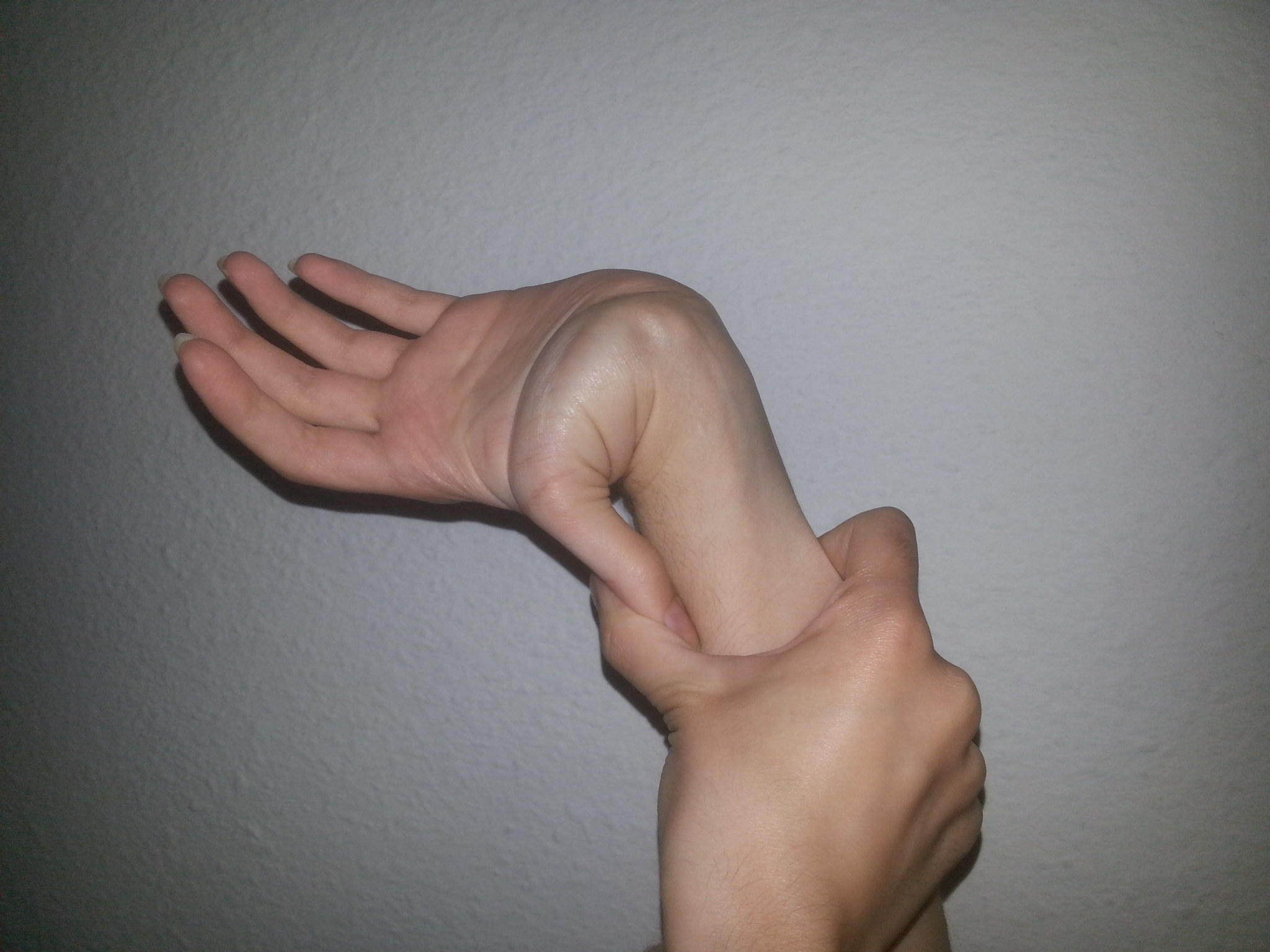
Hypermobilität

Hypermobilität oder Hyperflexibilität bezeichnet eine Beweglichkeit der Gelenke und Bänder über das alters- und geschlechtsbezogen normale Maß hinaus. Diese Eigenschaft hat keinen Krankheitswert per se.
Man unterscheidet verschiedene Arten der Hypermobilität:
- die lokale, also auf bestimmte Körperabschnitte begrenzte Hypermobilität, die Folge z. B. einer Verletzung sein kann,
- die generalisierte Hypermobilität, die alle Bereiche des Bewegungssystems betrifft und z. B. durch eine angeborene Bindegewebsschwäche wie das Marfan-Syndrom oder durch bestimmte Krankheiten wie das Ehlers-Danlos-Syndrom verursacht sein kann,
- und die essentielle Hypermobilität, die ebenfalls angeboren ist, für die es aber keine erkennbare Ursache gibt.

Die letztgenannte Form der Hypermobilität kommt bei Mädchen häufiger (ca. 15 % der Frauen) als bei Jungen vor. Als Ursache dieser Form vermutet man eine zentralnervöse Fehlsteuerung der Bewegungsprogramme, die dazu führt, dass die ausgeführten Bewegungen nicht richtig koordiniert werden können und daher eine Laxizität entsteht.
Eine Hypermobilität kann nicht ursächlich behoben werden. Sie ist in aller Regel erblich veranlagt. Wenn sie einen Krankheitswert besitzt, also Beschwerden verursacht, werden diese als Hypermobilitätssyndrom bezeichnet.